# 热讷维利耶
热讷维利耶（法語：Gennevilliers，法語發音：[ʒœnvilje] ⓘ）是法国法兰西岛大区上塞纳省楠泰尔区的一个市镇，位于该省北部，巴黎市区的西北方，塞纳河左岸，是大巴黎地区最重要的内河港口区。

## 历史
热讷维利耶地区的人类活动可追溯至新石器时期。考古学家发现了高卢时期、古罗马时以及莫洛温王朝时期的居住痕迹表明热讷维利耶一直是稳定的人类居住地。
由于地理位置的因素，热讷维利耶的历史与塞纳河密切相关。尽管河岸很早就建有堤坝，热讷维利耶仍然在1740年和1910年两次遭受洪灾。1910年的洪灾中，河水完全没过河堤，倒灌入下水道中，造成超过1000所房屋受灾。
中世纪时，热讷维利耶基本归圣但尼修道院所有，主要产业为农业、畜牧业和渔业。9世纪时，曾遭到诺曼人的入侵，之后亦受到英法的百年战争波及。1248年，圣但尼修道院院长吉永·德·玛库西解放了热讷维利耶的农奴，之后来到的农奴则在交足1700里弗尔的费用后可变为自由民。
行政上，热讷维利耶是阿涅勒的属地，直到1302年升格为教区，区内的小圣堂也被巴黎主教西蒙·德布西升格为教堂。
1746年，黎塞留元帅在此建造了一个宏伟的城堡庄园，玛丽·莱什琴斯卡、路易十五与龐巴度夫人都曾来此打猎冶游。1783年博马舍在城堡里创作了喜剧费加罗的婚礼。
直至法国大革命前，热讷维利耶近半的耕地（550公顷）属于四个大领主，其余的耕地中有160公顷属于圣西尔皇家庄园与圣但尼修道院，30公顷属于教区。310个小地主拥有剩余的504公顷耕地。
19世纪末，由于爱德华·马奈和古斯塔夫·卡耶博特居住在热讷维利耶，许多印象派画家如塞尚、莫奈、梵高、雷诺阿、莫里索、西斯莱等都常到这里居住，留下了众多的画作。
相比法兰西岛内的其它市镇，热讷维利耶的工业化进程开始得很晚，直到20世纪初才起步。通往巴黎市区的铁路和有轨电车在1909年建成，推动了热讷维利耶地区工厂的建设。大量汽车制造公司落户热讷维利耶，也顺带带来了废铁处理和工业废料贸易商人。在两次世界大战的间隔里，热讷维利耶逐渐从一个以农场主和农民为主的小镇转变为工业化的市镇，工业人口比例大增。
二战期间，热讷维利耶作为工业区，遭受了多次严重轰炸。其中最严重的两次发生在1942年5月30日与1944年6月22日。大量工厂、民居被摧毁，难区居民生活艰辛，只能生活在简易木屋里，出现了许多贫民区。
二战以后，热讷维利耶接受了大量来自法国各地、欧洲其余地区与北非国家的移民。这些移民大多来自贫穷家庭，从事简单的工人劳动，生活质量不高，住房卫生等水平都比较低下。这也导致热讷维利耶政府兴建了大量的廉租房以及致力于提高市区基础建设。20世纪七十年代至八十年代，热讷维利耶逐渐成为大巴黎地区中巴黎郊区结构的一部分。

## 地理
热讷维利耶（48°55'32"N, 2°17'40"E）面积11.64 平方千米，位于巴黎市西北偏北方。塞纳河从东往西穿过巴黎中心市区后，先折向西南，再右转回绕往东北，从克利希与塞納河畔阿涅爾之间穿过，又在圣但尼左侧左拐回旋，向西南流去。而热讷维利耶正在塞纳河左拐形成的内侧舌形地区中，西接科隆布，东边则隔着拉加雷讷新城与圣但尼隔河相望。由于三面环河，整个地区地势平坦，多为沙地。
与热讷维利耶接壤的市镇（或旧市镇、城区）包括：科隆布、阿让特伊、利勒圣但尼、拉加雷讷新城、塞纳河畔阿涅尔。
热讷维利耶的时区为UTC+01:00、UTC+02:00（夏令时）。

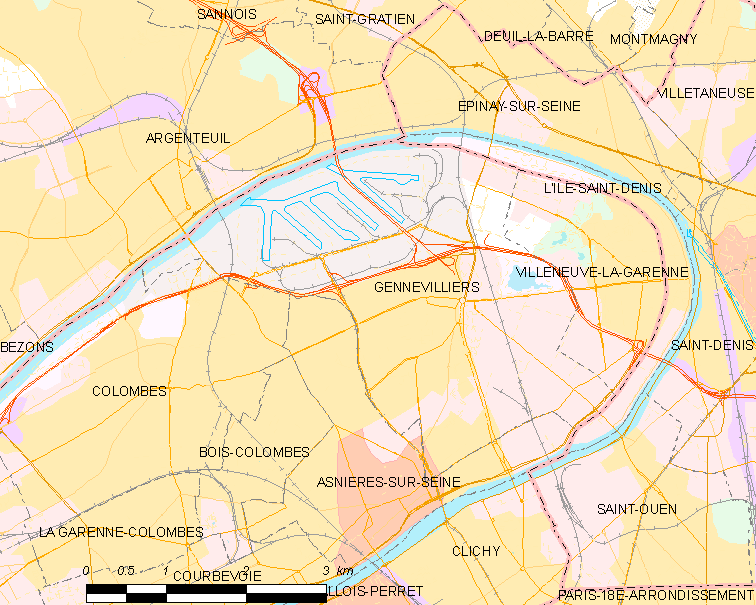
热讷维利耶的OSM定位图

## 行政
热讷维利耶的邮政编码为92230，INSEE市镇编码为92036。

## 政治
热讷维利耶所属的省级选区为热讷维利耶县。

## 经济

### 工业
由于临近首都，水陆交通便利，热讷维利耶不仅能是省内的工业重镇，也是货运枢纽与商业中心。区内的热讷维利耶港是法兰西岛大区的四大内河港之一。是包括冶金、矿产、固体燃料、石油化工产品、建材、机械、汽车、农产品等的集散地。

## 交通
- 热讷维利耶站：RER C线上的一个车站。

## 人口
18世纪下半叶到19世纪上半叶期间，热讷维利耶的总人口维持在1000人左右。从1850年开始，地区人口稳步增长，至1901年已达到10000人，1936年时达到近30000人。二战后人口减至25000人，之后持续增长。至1975年的高峰期，镇内人口超过50000人。1980年后人口缓慢减少。

1962-2008年间热讷维利耶人口变化图示

热讷维利耶于2022年1月1日时的人口数量为50874人。

### 外来移民
至1999年，52,62%的18岁以下的青少年为非法国裔（父母至少一方为外来移民）。2005年，来自北非三国、亞撒哈拉地區和土耳其的青少年人数已经超过区内人口的一半。